# Umm an Nasan
Isla Umm an Nasan (en árabe: ام النعسان) es la cuarta isla más grande en Baréin, después de la isla principal de Baréin, la isla Hawar y la isla de Muharraq. Es una propiedad privada del rey Hamad bin Isa Al Khalifa, y está fuera del alcance de los ciudadanos comunes. Se conecta a la isla de Baréin a través de la Calzada del Rey Fahd. Hay poco desarrollo en la isla con excepción de dos palacios para el rey y algunos jardines. También hay una pequeña población de ciervos negros introducidos en la isla.
Umm an Nasan se encuentra en el Golfo de Baréin al oeste de la isla de Baréin, y al este de la ciudad saudita costera de Khobar.